# O Grande Massacre de Gatos
O Grande Massacre dos Gatos foi um evento que ocorreu na cidade de Paris, em meados de 1730, na gráfica de Jacques Vincent. O evento ganhou esse título pela matança de diversos gatos que, em vida, importunavam os trabalhadores da gráfica - principalmente os aprendizes Jerome e Léveillé, que dormiam no próprio local. Após o episódio, durante os dias que se seguiram, as cenas do massacre serviram de copie, um tipo de imitação, para a diversão de todos os funcionários da oficina, desde os aprendizes, passando pelos assalariados, até o mestre.

## Relato
O documento com o relato original encontra-se na biblioteca da Universidade de Oxford, que fica na cidade de Oxford na Inglaterra, e foi escrito por Nicolas Contat no fim da década de 1750, que se trata de mais ou menos 20 anos depois do ocorrido.
O relato aborda que no século XVIII, via-se como uma prática comum ter um tipo de funcionário conhecido como aprendiz - não assalariados, que permaneciam nos locais em que trabalhavam, para fins de fechar, cuidar e abrir as fábricas. A gráfica Jacques Vincent, que estava estabelecida na cidade francesa de Paris, mais precisamente na Rua Saint Séverin, contava com dois desses aprendizes que abriam os portões nas primeiras horas da manhã para receber os demais funcionários.
Esses aprendizes eram Jerome e Léveillé, codinomes que o autor do relato os concedeu para evitar maiores problemas, e como era de costume, pela noite, os dois permaneciam na gráfica. O problema, que desencadeou todo o episódio, se dá quando suas noites de sono no local começam a não ser das melhores, pois existiam diversos gatos, de rua e também que pertenciam aos donos da fábrica, ou burgueses como os funcionários os chamavam, que moravam nas proximidades do local, que faziam uma algazarra tão barulhenta a ponto de impedi-los de dormir.
Dispostos a inverter os papéis, um dos aprendizes descontentes destina-se continuamente, madrugada após madrugada, para a janela e para o telhado dos patrões a fim de lhes proporcionar o mesmo tratamento noturno ao que eram submetidos. Como bom imitador que era, reproduzia os sons que escutava todos os dias ao tentar dormir, então miava, chiava, rosnava e uivava noite a fora, para que os patrões ouvissem.
Conforme os dias passavam, os patrões, que mesmo tendo uma grande estima pelos animais em questão, resolveram pôr um fim na tormenta noturna. Ordenaram aos funcionários que dessem um fim aos gatos barulhentos, com o único pedido de que não assustassem la Grise, uma gata que a patroa tinha grande estima e tratava como um animal de estimação, ou seja, alimentando-a e lhe dando conforto.
Logo ordenado o pedido, os funcionários se reuniram com porretes, pedaços de madeira e afins e partiram em sua caça aos gatos, determinados a começar por La Grise, o animal que mais os incomodava, visto que, além do barulho, levava uma vida mais confortável e era mais bem alimentada que eles qur eram humanos.
Conta o relato que estes foram ao delírio pelo divertimento da caçada, espancando, assassinando, simulando julgamentos e criando armadilhas para os felinos que conseguissem encontrar em seu caminho. Dando conta de tamanho rebuliço, os proprietários da gráfica foram verificar o que se sucedia e a patroa, que chegou primeiro, se assustou ao avistar um dos gatos todo ensanguentado e pendurado em uma árvore e se exaltou ainda mais quando percebeu a possibilidade de ser la Grise, detalhe que os funcionários trataram logo de garantir que não era verídico.
Logo o patrão apareceu também e encerrou a balbúrdia, irritado pois tinham parado de trabalhar para participar da arruaça. Entretanto, enquanto tudo se acalmava, a patroa disse ao seu marido que se preocupasse mais com outro tipo de insubordinação que acontecia ali.
Nos dias que se seguiram, o episódio virou motivo de copie, entre os funcionários. Durante muito tempo os atos do dia do massacre foram encenados em diferentes momentos, com imitações feitas pelos aprendizes que levavam os funcionários a gargalhadas, que se lembravam das cenas do ocorrido e achavam o caso hilariante.

## Contexto
O contexto histórico em que se insere esse acontecimento é de uma sociedade mergulhada em um sentimento pré-revolucionário, em que os trabalhadores precisam ser vistos como mais do que apenas pessoas que tinham problemas como a fome, mas também percebê-los como seres pensantes. Esses indivíduos estavam inseridos em um ambiente na qual textos filosóficos, posteriormente conhecidos como frutos do pensamento iluminista, circulavam sem dificuldade e que nesse ponto o mundo da literatura clandestina se alargava cada vez mais.
Trata-se de um momento com contexto histórico marcado também por toda uma estruturação preparada para industrialização e os indivíduos ali estavam introduzidos em relações de trabalho que, em sua grande maioria, os desvalorizavam e os submetiam a situações desagradáveis. Exemplo disto pode ser encontrado no próprio relato do massacre de gatos, que aponta como os aprendizes em questão eram sujeitos a uma dieta alimentar de restos de comida e/ou comida estragada que nem os animais, como os gatos, chegavam a comer.
Para que se possa entender o evento sem que se faça julgamentos, com os costumes e a moral atual, se faz necessário compreender o contexto dessa sociedade a partir do seu próprio ponto de vista, como cita Salevouris e Furay. Um forte marco que precisa ser compreendido para que se entenda o episódio em questão, são as relações desta sociedade com os animais, hoje considerados de estimação. A época, animais como os gatos não eram considerados merecedores de tanto afeto, como se vê nos dias de hoje, inclusive eram colocados em meio a “rituais”, como no carnaval, quando as pessoas estavam nas ruas, usando o momento para satirizar outras pessoas, principalmente os ricos, e passavam gatos de mão em mão para que os pelos fossem arrancados e se pudesse ouvir os gritos do animal soando como uma comemoração ao dia.
Ademais, em um cenário marcado pela fome, como o que é apresentado pelo relato, quem possuía um animal de estimação, podendo tratá-lo com conforto, era tido como afortunado, pois significava principalmente que podia alimentar os animais além de si próprio.

## Local
Localizada em Paris, a rua Saint Séverin, que serviu de palco para o episódio, ficava nas proximidades de onde concentrava-se 80% da movimentação da cidade, inclusive próximo ao Rio Sena. Se tratava de uma localização agitada e havia inúmeras indústrias nos arredores, o que ocasionava um grande fluxo de trabalhadores e viajantes, ou seja, pode-se pensar o lugar como um grande fluxo para informações e ideias, que fervilhavam motivadas pelo, que se nomeou depois, período pré-revolucionário e pelo iluminismo.

## Documento
O relato pode ser encontrado de maneira mais fácil no livro de Robert Darnton, intitulado O grande massacre de gatos, e outros episódios da história cultural francesa, uma vez que o original se encontra na biblioteca da Universidade de Oxford. Porém, mesmo com o documento em mãos, podem surgir numerosas questões acerca do evento, visto que o relato só passou a ser um documento escrito 20 anos após ocorrido. Esse documento escrito foi confeccionado por Nicolas Contant que presenciou o episódio e vivenciou seus detalhes.
O próprio autor do livro supracitado, Robert Darnton, que utilizou esse relato contido no documento para ampliar suas pesquisas de história cultural e vida social, alerta para o fato de esse episódio não ser necessariamente um reflexo do que ocorreu na realidade em todos os detalhes. Portanto é de bom tom que se faça uma leitura do acontecimento direcionado-se por uma visão etnológica mais abrangente da diversidade cultural e/ou social humana.

## O Grande Massacre de Gatos e Outros Episódios da História Cultural Francesa
O Grande Massacre de Gatos e Outros Episódios da História Cultural Francesa é um livro de Robert Darnton, publicado no Brasil em meados de 1980. Na obra o autor dedica cada capítulo a escrever algum pormenor da sociedade francesa e o relato sobre o episódio em questão encontra-se no capítulo dois.
Além de falar sobre o ocorrido com base no documento original, Darnton aborda os fatos através de suas pesquisas e traz a tona vários aspectos esmiuçados sobre o momento. Coloca o episódio em um contexto e aborda questões culturais com base na história social.
Para que se possa entender muito mais sobre o que foi o massacre e conseguir captar alguns de seus vários significados, é necessário entender quem é o historiador por trás das ideias apresentadas no livro após o relato. Sobre o autor, Robert Darnton, é historiador cultural, nasceu em Nova Iorque no ano de 1939. Formou-se na Phillips Academy em 1957, em Harvard em 1960 e se doutorou em História pela Oxford. Com estudos focados na história da França, grande maioria de suas pesquisas e publicações permeiam o Iluminismo e a Revolução Francesa, principalmente na história da leitura e das mentalidades.
Em sua função de pesquisador e autor de livros, foca suas ideias nos temas que envolvem a Revolução Francesa, contudo, usa como seu recorte o mundo das ideias e como estas puderam, de alguma forma, influenciar na Revolução. Darnton pensa que os acontecimentos que culminaram na revolução vão muito além de fatos políticos, econômicos, e entre outros que encontram suas explicações em algumas teorias, como por exemplo, a teoria Marxista. O autor pensa que estudar os relacionamentos da vida social e as mentalidades, através de teorias como a de Mesmer, podem trazer grandes avanços para se entender as pessoas da época, principalmente as pessoas tidas como comuns.

A agência dos indivíduos, em particular aqueles que não apresentam grande relevância para os ditos fatos históricos, são de extrema importância para os estudos de Darnton, que busca entender as diversas ligações que culminaram na Revolução Francesa. Como destaca em uma entrevista: “Afinal, havia pessoas famintas nas ruas de Paris, e elas não estavam só apertando o cinto e dizendo. “Dêem-nos pão”. Essas pessoas também tinham ideias.”. Ou seja, torna-se mais importante refletir como os indivíduos pensavam, do que entender o que eles pensavam.